# Klippetulipan
Klippetulipan (Tulipa saxatilis) er en lille, uforædlet tulipanart (såkaldt "botanisk tulipan"). Det er en fuldt hårdfør løgvækst, der bliver brugt som prydplante i haver og anlæg.

## Beskrivelse
Klippetulipan er en flerårig løgvækst med små, glatte løg, 3-4 linjeformede eller elliptiske blade med hel rand. Begge bladsider er hårløse og lysegrønne. Blomstringen foregår i april-maj, hvor man finder planten i små eller større kolonier på voksestedet. Blomsterstænglen er lysegrøn og opret til let buet. Blomsten har seks blosterblade, som har lyserød til rødviolet yderside, men som dsuden har en smørgul midte på indersiden. Frugten er en kapsel med mørkfarvede frø.

## Hjemsted
Planten er udbredt i den sydlige del af det Ægæiske øhav, på Kreta og enkelte steder ved Lilleasiens sydøstlige kyster. På Kreta (Omalossletten) findes den mellem klipper og stenblokke, på mure, i  stenede marker og i regnvandskløfter samt i dyrkede og landlige omgivelser. Alle steder foretrækker den tør, kalkrig og gruset jord. Arten er desuden naturaliseret flere steder i Middelhavsegnene og på Scillyøerne sydvest for Cornwall.

## Anvendelse
Planten kan dyrkes i et stenbed eller i en tørt og lysåbent bed med sydhæld. Jorden på det kommende voksested bør være blandet op med groft sand og gerne med en let omsat kompost. De første par år må planterne skåned for konkurrerende ukrudt, men eller klarer planterne sig selv.

## Galleri
- Vækst-
form
- Blomster
- Habitat